# Liste der Bodendenkmäler im Wiesener Forst
Auf dieser Seite sind die Bodendenkmäler in dem unterfränkischen gemeindefreien Gebiet Wiesener Forst zusammengestellt. Diese Tabelle ist eine Teilliste der Liste der Bodendenkmäler in Bayern. Grundlage ist die Bayerische Denkmalliste, die auf Basis des Bayerischen Denkmalschutzgesetzes vom 1. Oktober 1973 erstmals erstellt wurde und seither durch das Bayerische Landesamt für Denkmalpflege geführt wird. Die folgenden Angaben ersetzen nicht die rechtsverbindliche Auskunft der Denkmalschutzbehörde.

## Bodendenkmäler im Wiesener Forst
| Lage       | Objekt                                                    | Akten-Nr.     | Bild |
| ---------- | --------------------------------------------------------- | ------------- | ---- |
| (Standort) | Spätmittelalterliche bis frühneuzeitliche Glashütte       | D-6-5922-0014 |      |
| (Standort) | Spätmittelalterliche bis frühneuzeitliche Landwehr        | D-6-5922-0066 |      |
| (Standort) | Spätmittelalterliche bis frühneuzeitliche Glashütten      | D-6-5922-0012 |      |
| (Standort) | Glashütte des späten Mittelalters oder der frühen Neuzeit | D-6-5822-0003 |      |
| (Standort) | Glashütte des späten Mittelalters oder der frühen Neuzeit | D-6-5822-0002 |      |
| (Standort) | Glashütte des späten Mittelalters oder der frühen Neuzeit | D-6-5821-0044 |      |
| (Standort) | Glashütte des späten Mittelalters oder der frühen Neuzeit | D-6-5821-0042 |      |
| (Standort) | Glashütte des späten Mittelalters oder der frühen Neuzeit | D-6-5821-0041 |      |
| (Standort) | Spätmittelalterliche bis frühneuzeitliche Glashütte       | D-6-5922-0016 |      |
| (Standort) | Glashütte des späten Mittelalters oder der frühen Neuzeit | D-6-5821-0045 |      |
| (Standort) | Landwehr des späten Mittelalters oder der frühen Neuzeit  | D-6-5822-0004 |      |
| (Standort) | Glashütte des 18. Jahrhunderts                            | D-6-5922-0010 |      |